# Casa Felip

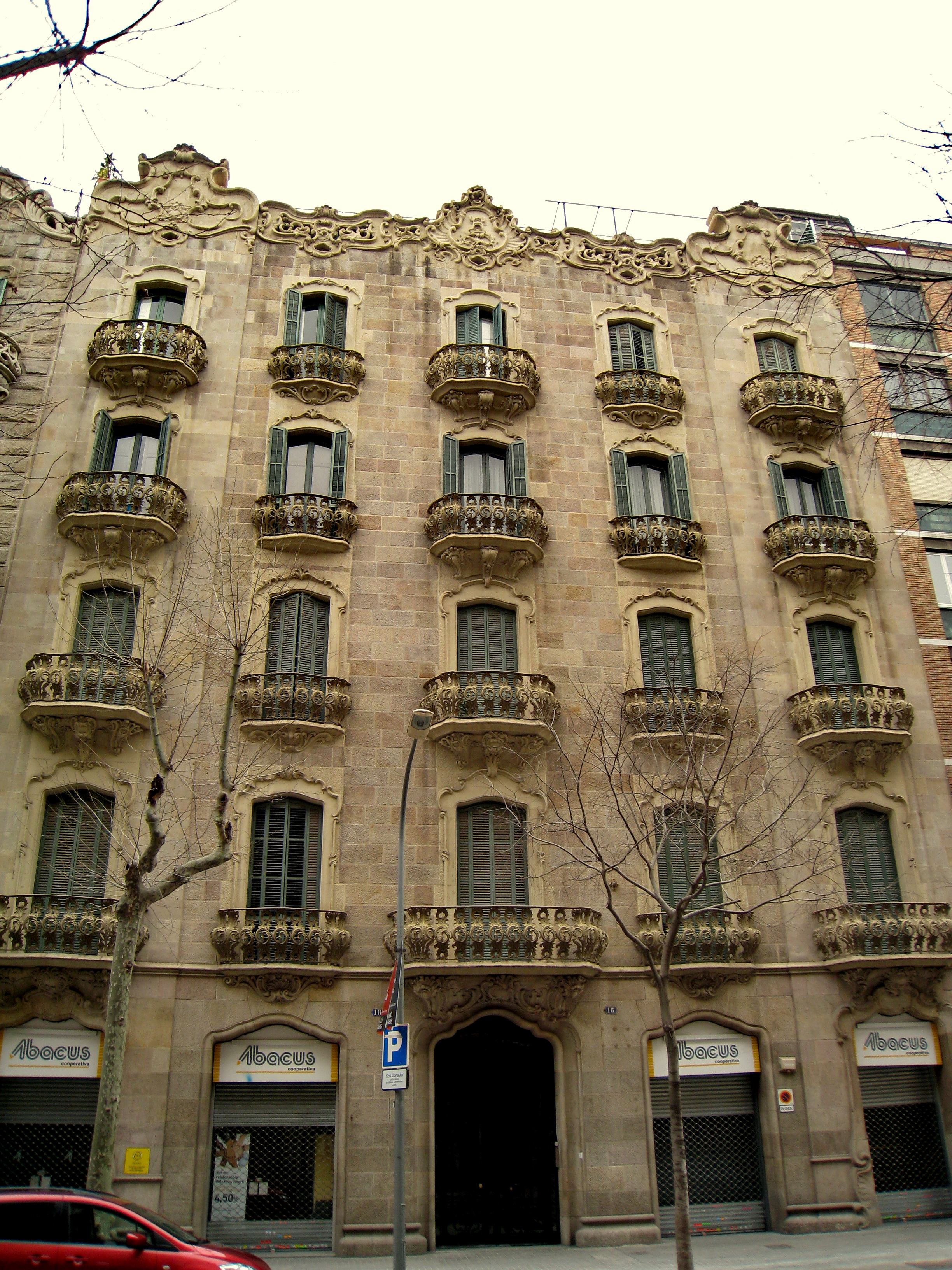
Fachada de la Casa Felip.

La Casa Felip es un edificio del Ensanche de Barcelona (España). Fue proyectado en 1905 por el arquitecto Telmo Fernández Janot y construido entre 1911 y 1913. El edificio, de estilo modernista abarrocado, está catalogado como bien cultural de interés local.
Está situado en la calle de Ausias March n.º 20 y desde 1998 es la sede de la Fundación Vila Casas, dedicada a la promoción del arte contemporáneo catalán.

## Descripción
Presenta una fachada plana de piedra, con composición simétrica y aberturas verticales muy similares, sin tribuna ni ningún otro elemento que adopte un cierto protagonismo. Es flanqueada por dos cuerpos levemente sobresalientes que recorren todo el alzado y terminan en un coronamiento que los enfatiza y que enlaza con la barandilla de la azotea, con las mismas formas sinuosas que aparecen en los marcos y las bases de los balcones y también a las barandillas, todas de hierro.